# 1976
1976 (MCMLXXVI) je bilo prestopno leto, ki se je po gregorijanskem koledarju začelo na četrtek.

## Dogodki
- 1. januar - na trg pride Cray-1, prvi komercialno dostopen superračunalnik.
- 5. januar - Kmerska republika se s sprejetjem nove ustave pod Pol Potovo oblastjo preimenuje v Demokratično Kampučijo.
- 18. januar - Bangladeš in Pakistan 5 let po vojni za odcepitev Bangladeša vzpostavita diplomatske odnose.
- 21. januar - prvi komercialni polet letala Concorde.
- 4. februar - v močnem potresu v Gvatemali in Hondurasu umre 23.000 ljudi.
- 13. februar - v vojaškem državnem udaru je ubit nigerijski voditelj Murtala Mohammed.
- 27. februar - Fronta Polisario v Zahodni Sahari razglasi neodvisnost ozemlja pod imenom Demokratična arabska republika Sahara.
- 24. marec - argentinska vojska odstavi predsednico Isabel Perón in v naslednjih dneh vzpostavi vojaško diktaturo z Jorgejem Videlo na čelu države.
- 1. april - Steve Jobs in Steve Wozniak ustanovita podjetje Apple.
- 17. april - Telesnokulturna skupnosta Slovenije je v Portorožu sprejela kontroverzni sporazum o razvoju telesnokulturne dejavnosti v Sloveniji. Zaradi sporazuma znanega tudi kot Portoroški sklepi je prišlo do velikih pretresov v slovenskem športu.
- 6. maj - potres v Posočju povzroči veliko gmotno škodo v Furlaniji (Italija) in Posočju (Slovenija) ter zahteva skoraj 1000 žrtev v Italiji.
- 31. maj - Sirija se vplete v Libanonsko državljansko vojno na nasprotni strani kot Palestinska osvobodilna organizacija, ki jo je prej podpirala.
- 1. junij - Islandija in Združeno kraljestvo z dogovorom končata t. i. vojno za polenovke.
- 1. junij - namenu predajo najvišji dimnik v Evropi, Trboveljski dimnik.
- 16. junij - v Sowetu, predelu Johannesburga, se pričnejo množični študentski izgredi v odziv na uvedbo afrikanščine kot učnega jezika v šolah.
- 26. junij - v Torontu odprejo stolp CN Tower, takrat najvišjo prosto stoječo zgradbo na svetu.
- 29. junij - Sejšeli postanejo neodvisna država.
- 2. julij - Severni in Južni Vietnam se združita v socialistično republiko Vietnam.
- 10. julij - katastrofa v Sevesu: industrijska nesreča blizu Milana v Italiji povzroči izpust velikega oblaka strupenega tetraklorodibenzodioksina nad naseljena območja.
- 17. julij – 1. avgust - v kanadskem Montrealu potekajo Poletne olimpijske igre.
- 20. julij - ameriško vesoljsko plovilo Viking 1 uspešno pristane na Marsu.
- 28. julij - katastrofalni potres zravna kitajsko mesto Tangšan in zahteva četrt milijona žrtev.
- 31. julij - vesoljska agencija NASA objavi slavno fotografijo »obraza na Marsu«, ki jo je posnel Viking 1.
- 1. avgust - Trinidad in Tobago postane republika.
- 25. avgust - Jacques Chirac odstopi z mesta ministrskega predsednika Francije, nasledi ga Raymond Barre.
- 26. avgust - prvi znani izbruh virusa ebole v Zairu.
- 10. september - v trčenju dveh potniških letal nad Vrbovcem blizu Zagreba umre vseh 176 potnikov in članov posadke na obeh.
- 6. oktober - z aretacijo Skupine štirih se konča kulturna revolucija na Kitajskem.
- 2. november - Jimmy Carter je izvoljen za predsednika ZDA kot prvi kandidat z ameriškega »globokega juga« po državljanski vojni.
- 3. december - napadalec ustreli Boba Marleyja in njegovega menedžerja Dona Taylorja v poskusu atentata v Kingstonu.
- 6. december - vojska Viet Konga je razpuščena, njeni pripadniki so vključeni v Vietnamsko ljudsko armado.

## Rojstva
- 20. januar - Anastasia Voločkova, ruska primabalerina
- 21. januar - Emma Bunton, angleška pevka
- 11. februar - Alenka Dovžan, slovenska alpska smučarka
- 4. marec - Igor Štamulak, slovenski dramski igralec
- 5. marec - Šarūnas Jasikevičius, litovski košarkar
- 13. marec - Dejan Zavec, slovenski boksar
- 22. marec - Reese Witherspoon, ameriška igralka
- 30. marec - Ty Conklin, ameriški hokejist
- 25. april - Tim Duncan, ameriški košarkar
- 2. maj - Ine Marie Eriksen Søreide, norveška političarka
- 15. maj - Anže Logar, slovenski politik
- 25. maj - Cillian Murphy, irski igralec
- 30. maj - Radoslav Nesterovič, slovenski košarkar
- 31. maj - Colin Farrell, irski igralec
- 4. junij - Aleksej Navalni, ruski opozicijski politik in protikorupcijski aktivist
- 8. junij - Lindsay Davenport, ameriška teniška igralka
- 19. junij - Simona Kustec, slovenska političarka in politologinja
- 1. julij - Ruud van Nistelrooy, nizozemski nogometaš
- 27. avgust - Mark Webber, avstralski dirkač Formule 1
- 3. september - Lado Bizovičar, slovenski televizijski voditelj in igralec
- 12. september - Jolanda Čeplak, slovenska atletinja
- 22. september - Ronaldo, brazilski nogometaš
- 27. september - Francesco Totti, italijanski nogometaš
- 17. oktober - Bernarda Žarn, slovenska TV voditeljica,
- 26. oktober - Jeremy Wotherspoon, kanadski hitrostni drsalec
- 22. november - Ville Valo, finski pevec
- 25. december - Armin van Buuren, nizozemski trance producent

## Smrti
- 8. januar - Ču En Laj, kitajski politik (* 1898)
- 12. januar - Agatha Christie, angleška pisateljica (* 1890)
- 1. februar - Werner Karl Heisenberg, nemški fizik in filozof, nobelovec (* 1901)
- 11. februar - Boris Ziherl, slovenski politik in marksistični filozof (* 1910)
- 22. februar - Michael Polanyi, madžarsko-britanski kemik in filozof (* 1891)
- 17. marec - Luchino Visconti, italijanski režiser in scenarist (* 1906)
- 24. marec - Bernard Montgomery, britanski maršal (* 1887)
- 5. april - Howard Hughes, ameriški poslovnež, letalec in filmski ustvarjalec (* 1905)
- 25. april - Carol Reed, angleški filmski režiser (* 1906)
- 26. maj - Martin Heidegger, nemški filozof (* 1889)
- 31. maj - Jacques Monod, francoski biolog, nobelovec (* 1910)
- 2. junij - Juan José Torres, bolivijski politik (* 1920)
- 24. junij - Imogen Cunningham, ameriški fotograf (* 1883)
- 25. julij - John Clarke Slater, ameriški fizik, kemik (* 1900)
- 30. julij - Rudolf Bultmann, nemški teolog (* 1884)
- 2. avgust - Fritz Lang, avstrijsko-ameriški filmski ustvarjalec (* 1890)
- 22. avgust - 
  - Juscelino Kubitschek, brazilski politik (* 1902)
  - Fran Roš, slovenski pisatelj, pesnik in dramatik (* 1898)
- 26. avgust - Lotte Lehmann, nemška sopranistka (* 1888)
- 9. september - Mao Zedong, kitajski politik in revolucionar
- 14. september - knez Pavel Karađorđević, regent Kraljevine Jugoslavije (* 1893)
- 26. september - Lavoslav Ružička, hrvaški kemik, nobelovec (* 1887)
- 5. oktober - Lars Onsager, norveško-ameriški fizik in kemik, nobelovec (* 1903)
- 6. oktober - Gilbert Ryle, britanski filozof (* 1900)
- 15. november - Jean Gabin, francoski filmski igralec (* 1904)
- 23. november - André Malraux, francoski pisatelj (* 1901)

## Nobelove nagrade
- Fizika - Burton Richter, Samuel Chao Chung Ting
- Kemija - William Nunn Lipscomb mlajši
- Fiziologija ali medicina - Baruch S. Blumberg, Daniel Carleton Gajdusek
- Književnost - Saul Bellow
- Mir - Betty Williams in Mairead Corrigan
- Ekonomija - Milton Friedman